# Diskografija Basshuntera
Diskografija Basshuntera obuhvaća pet studijskih, dva kompilacijska albuma i 30 singlova.

## Albumi

### Studijski albumi
| The Bassmachine                                                                            | - Objavljeno: 25. kolovoza 2004. - Izdavač: Alex Music - Formati: CD, digitalni download                        | —  | —  | —  | —  | —  | —  | —  | —  | — | —  |                                          |                                                         |
| LOL                                                                                        | - Objavljeno: 28. kolovoza 2006. - Izdavač: Warner Music Sweden - Formati: CD, digitalni download, streaming    | 5  | 12 | 3  | 82 | 4  | 51 | —  | 19 | — | —  | - FIN: 33.365 - FRA: 11.020              | - IFPI DEN: 2× platinasta - IFPI FIN: Platinasta        |
| Now You're Gone – The Album                                                                | - Objavljeno: 14. srpnja 2008. - Izdavač: Hard2Beat - Formati: CD, CD+DVD, digitalni download, streaming        | 38 | 17 | —  | 6  | 35 | 36 | 2  | —  | 1 | 1  | - FRA: 9.900 - NZL: 22.000 - UK: 376.017 | - BPI: Platinasta - IFPI DEN: Zlatna - RMNZ: Platinasta |
| Bass Generation                                                                            | - Objavljeno: 25. rujna 2009. - Izdavač: Warner Music Sweden - Formati: CD, 2×CD, digitalni download, streaming | —  | —  | 39 | 58 | —  | 41 | 16 | —  | 2 | 16 |                                          | - BPI: Zlatna                                           |
| Calling Time                                                                               | - Objavljeno: 13. svibnja 2013. - Izdavač: Gallo Record Company - Formati: CD, digitalni download, streaming    | —  | —  | —  | —  | —  | —  | —  | —  | — | —  |                                          |                                                         |
| "—" znači da album nije objavljen u tom području ili da nije dospio na glazbenu ljestvicu. | |    |    |    |    |    |    |    |    |   |    |                                          |                                                         |

### Kompilacijski albumi
| Naziv                      | Detalji o albumu                                                                                    |
| -------------------------- | --------------------------------------------------------------------------------------------------- |
| The Old Shit               | - Objavljeno: 2006. - Izdavač: Self-released - Formati: Digitalni download                          |
| The Early Bedroom Sessions | - Objavljeno: 3. prosinca 2012. - Izdavač: Rush Hour - Formati: 2×CD, digitalni download, streaming |

## Singlovi

### Kao vodeći izvođač
| Naziv                                                                                      | Godina | Završne pozicije na top ljestvicama | Završne pozicije na top ljestvicama | Završne pozicije na top ljestvicama | Završne pozicije na top ljestvicama | Završne pozicije na top ljestvicama | Završne pozicije na top ljestvicama | Završne pozicije na top ljestvicama | Završne pozicije na top ljestvicama | Završne pozicije na top ljestvicama | Završne pozicije na top ljestvicama | Prodaja                                  | Certifikacije                                                       | Album                       |
| Naziv                                                                                      | Godina | SWE                                 | AUT                                 | DEN                                 | FIN                                 | NJE                                 | IRS                                 | NIZ                                 | NOR                                 | NZL                                 | UK                                  | Prodaja                                  | Certifikacije                                                       | Album                       |
| ------------------------------------------------------------------------------------------ | ------ | ----------------------------------- | ----------------------------------- | ----------------------------------- | ----------------------------------- | ----------------------------------- | ----------------------------------- | ----------------------------------- | ----------------------------------- | ----------------------------------- | ----------------------------------- | ---------------------------------------- | ------------------------------------------------------------------- | --------------------------- |
| "The Big Show"                                                                             | 2004.  | —                                   | —                                   | —                                   | —                                   | —                                   | —                                   | —                                   | —                                   | —                                   | —                                   |                                          |                                                                     | The Bassmachine             |
| "Welcome to Rainbow"                                                                       | 2006.  | —                                   | —                                   | —                                   | —                                   | —                                   | —                                   | —                                   | —                                   | —                                   | —                                   |                                          |                                                                     | Singl nije s albuma         |
| "Boten Anna"                                                                               | 2006.  | 1                                   | 2                                   | 1                                   | 4                                   | 9                                   | —                                   | 2                                   | 3                                   | —                                   | —                                   | - SWE: 60.000 - DEN: 61.000 - FIN: 8.044 | - IFPI SWE: Platinasta - IFPI AUT: Zlatna - IFPI DEN: 3× platinasta | LOL                         |
| "Vi sitter i Ventrilo och spelar DotA"                                                     | 2006.  | 6                                   | 18                                  | 7                                   | 2                                   | 33                                  | 49                                  | 9                                   | 7                                   | —                                   | —                                   |                                          | - IFPI DEN: Zlatna                                                  | LOL                         |
| "Jingle Bells"                                                                             | 2006.  | 13                                  | —                                   | —                                   | —                                   | —                                   | —                                   | 31                                  | 9                                   | —                                   | 35                                  |                                          |                                                                     | LOL                         |
| "Vifta med händerna" (vs. Patrik & Lillen)                                                 | 2006.  | 25                                  | —                                   | —                                   | 7                                   | —                                   | —                                   | —                                   | —                                   | —                                   | —                                   |                                          |                                                                     | LOL                         |
| "DotA"                                                                                     | 2007.  | —                                   | —                                   | —                                   | —                                   | 30                                  | —                                   | —                                   | —                                   | —                                   | —                                   |                                          |                                                                     | Singl nije s albuma         |
| "Now You're Gone" (feat. DJ Mental Theo's Bazzheadz)                                       | 2007.  | 2                                   | 14                                  | 14                                  | 8                                   | 18                                  | 1                                   | —                                   | 10                                  | 3                                   | 1                                   | - UK: 667.000                            | - BPI: Platinasta - RMNZ: Platinasta                                | Now You're Gone – The Album |
| "Please Don't Go"                                                                          | 2008.  | 6                                   | —                                   | —                                   | —                                   | —                                   | —                                   | —                                   | —                                   | —                                   | —                                   |                                          |                                                                     | Now You're Gone – The Album |
| "All I Ever Wanted"                                                                        | 2008.  | 58                                  | 15                                  | —                                   | —                                   | 35                                  | 1                                   | —                                   | 3                                   | 17                                  | 2                                   |                                          | - BPI: Platinasta - RMNZ: Zlatna                                    | Now You're Gone – The Album |
| "Angel in the Night"                                                                       | 2008.  | 50                                  | —                                   | —                                   | —                                   | —                                   | 10                                  | —                                   | —                                   | —                                   | 14                                  | - UK: 4.592                              | - BPI: Srebro                                                       | Now You're Gone – The Album |
| "Russia Privjet (Hardlanger Remix)"                                                        | 2008.  | —                                   | —                                   | —                                   | —                                   | —                                   | —                                   | —                                   | —                                   | —                                   | —                                   |                                          |                                                                     | Now You're Gone – The Album |
| "I Miss You"                                                                               | 2008.  | 45                                  | —                                   | —                                   | —                                   | 70                                  | —                                   | —                                   | —                                   | —                                   | 32                                  |                                          |                                                                     | Now You're Gone – The Album |
| "Walk on Water"                                                                            | 2009.  | —                                   | —                                   | —                                   | —                                   | —                                   | —                                   | —                                   | —                                   | —                                   | 76                                  |                                          |                                                                     | Now You're Gone – The Album |
| "Al final" (feat. Dani Mata)                                                               | 2009.  | —                                   | —                                   | —                                   | —                                   | —                                   | —                                   | —                                   | —                                   | —                                   | —                                   |                                          |                                                                     | Singl nije s albuma         |
| "Every Morning"                                                                            | 2009.  | 24                                  | —                                   | —                                   | —                                   | 76                                  | 17                                  | —                                   | —                                   | 14                                  | 17                                  | - UK: 12.876                             |                                                                     | Bass Generation             |
| "I Promised Myself"                                                                        | 2009.  | —                                   | —                                   | —                                   | —                                   | —                                   | —                                   | —                                   | —                                   | —                                   | 94                                  |                                          |                                                                     | Bass Generation             |
| "Saturday"                                                                                 | 2010.  | —                                   | —                                   | —                                   | —                                   | —                                   | 37                                  | —                                   | —                                   | 14                                  | 21                                  |                                          | - RMNZ: Zlatna                                                      | Calling Time                |
| "Fest i hela huset" (vs. Big Brother)                                                      | 2011.  | 5                                   | —                                   | —                                   | —                                   | —                                   | —                                   | —                                   | —                                   | —                                   | —                                   |                                          |                                                                     | Calling Time                |
| "Northern Light"                                                                           | 2012.  | —                                   | —                                   | —                                   | —                                   | —                                   | —                                   | —                                   | —                                   | —                                   | —                                   |                                          |                                                                     | Calling Time                |
| "Dream on the Dancefloor"                                                                  | 2012.  | —                                   | —                                   | —                                   | —                                   | —                                   | —                                   | —                                   | —                                   | —                                   | —                                   |                                          |                                                                     | Calling Time                |
| "Crash & Burn"                                                                             | 2013.  | —                                   | —                                   | —                                   | —                                   | —                                   | —                                   | —                                   | —                                   | —                                   | —                                   |                                          |                                                                     | Calling Time                |
| "Calling Time"                                                                             | 2013.  | —                                   | —                                   | —                                   | —                                   | —                                   | —                                   | —                                   | —                                   | —                                   | —                                   |                                          |                                                                     | Calling Time                |
| "Elinor"                                                                                   | 2013.  | —                                   | —                                   | —                                   | —                                   | —                                   | —                                   | —                                   | —                                   | —                                   | —                                   |                                          |                                                                     | Singl nije s albuma         |
| "Masterpiece"                                                                              | 2018.  | —                                   | —                                   | —                                   | —                                   | —                                   | —                                   | —                                   | —                                   | —                                   | —                                   |                                          |                                                                     | Singl nije s albuma         |
| "Home"                                                                                     | 2019.  | —                                   | —                                   | —                                   | —                                   | —                                   | —                                   | —                                   | —                                   | —                                   | —                                   |                                          |                                                                     | Singl nije s albuma         |
| "Angels Ain't Listening"                                                                   | 2020.  | —                                   | —                                   | —                                   | —                                   | —                                   | —                                   | —                                   | —                                   | —                                   | —                                   |                                          |                                                                     | Singl nije s albuma         |
| "Life Speaks to Me"                                                                        | 2021.  | —                                   | —                                   | —                                   | —                                   | —                                   | —                                   | —                                   | —                                   | —                                   | —                                   |                                          |                                                                     | Singl nije s albuma         |
| "End the Lies" (& Alien Cut)                                                               | 2022.  | —                                   | —                                   | —                                   | —                                   | —                                   | —                                   | —                                   | —                                   | —                                   | —                                   |                                          |                                                                     | Singl nije s albuma         |
| "Ingen kan slå (Boten Anna)" (Victor Leksell)                                              | 2023.  | 4                                   | —                                   | —                                   | —                                   | —                                   | —                                   | —                                   | —                                   | —                                   | —                                   |                                          |                                                                     | Singl nije s albuma         |
| "—" znači da singl nije objavljen u tom području ili da nije dospio na glazbenu ljestvicu. |        |                                     |                                     |                                     |                                     |                                     |                                     |                                     |                                     |                                     |                                     |                                          |                                                                     |                             |

### Promotivni singlovi
| Naziv                           | Godina | Album                      |
| ------------------------------- | ------ | -------------------------- |
| "Syndrome de Abstenencia"       | 2004.  | The Bassmachine            |
| "Wacco Will Kick Your Ass"      | 2005.  | The Early Bedroom Sessions |
| "I Can Walk on Water I Can Fly" | 2007.  | Singl nije s albuma        |
| "Russia Privjet"                | 2007.  | LOL                        |
| "Megamix"                       | 2008.  | Singl nije s albuma        |

## Vanjske poveznice
- Službena stranica